# 上津浦鎮貞
上津浦 鎮貞（こうつうら しげさだ）は、戦国時代から安土桃山時代にかけての武将、キリシタン。肥後国天草郡上津浦城主。
上津浦氏は『本渡市史』によると大蔵氏の末裔とされ、天草諸島の国人衆「天草五人衆」の一角。
豊後国の大友義鎮（宗麟）から偏諱を受けたと思われる。相良氏の影響下にあったが、天正10年（1582年）、島津氏が肥後に侵攻するとこれに従属した。